# غونزالو فرناندز
غونزالو فرناندز (بالإسبانية:Gonzalo Fernández Parrilla) أكاديمي ومترجم وباحث إسباني وأستاذ الأدب العربي المعاصر في قسم الدراسات العربية والاسلامية بجامعة أوتونوما بمدريد منذ 2006.